# Burg Thorn
Die Burg Thorn war eine Ordensburg des Deutschen Ordens in der damals westpreußischen Stadt Thorn, heute Toruń.

## Geschichte
Thorn wurde 1233 vom Orden gegründet und entwickelte sich zu einem Handelszentrum mit Polen. 1260 wurde die Stadt durch diese Burg befestigt.

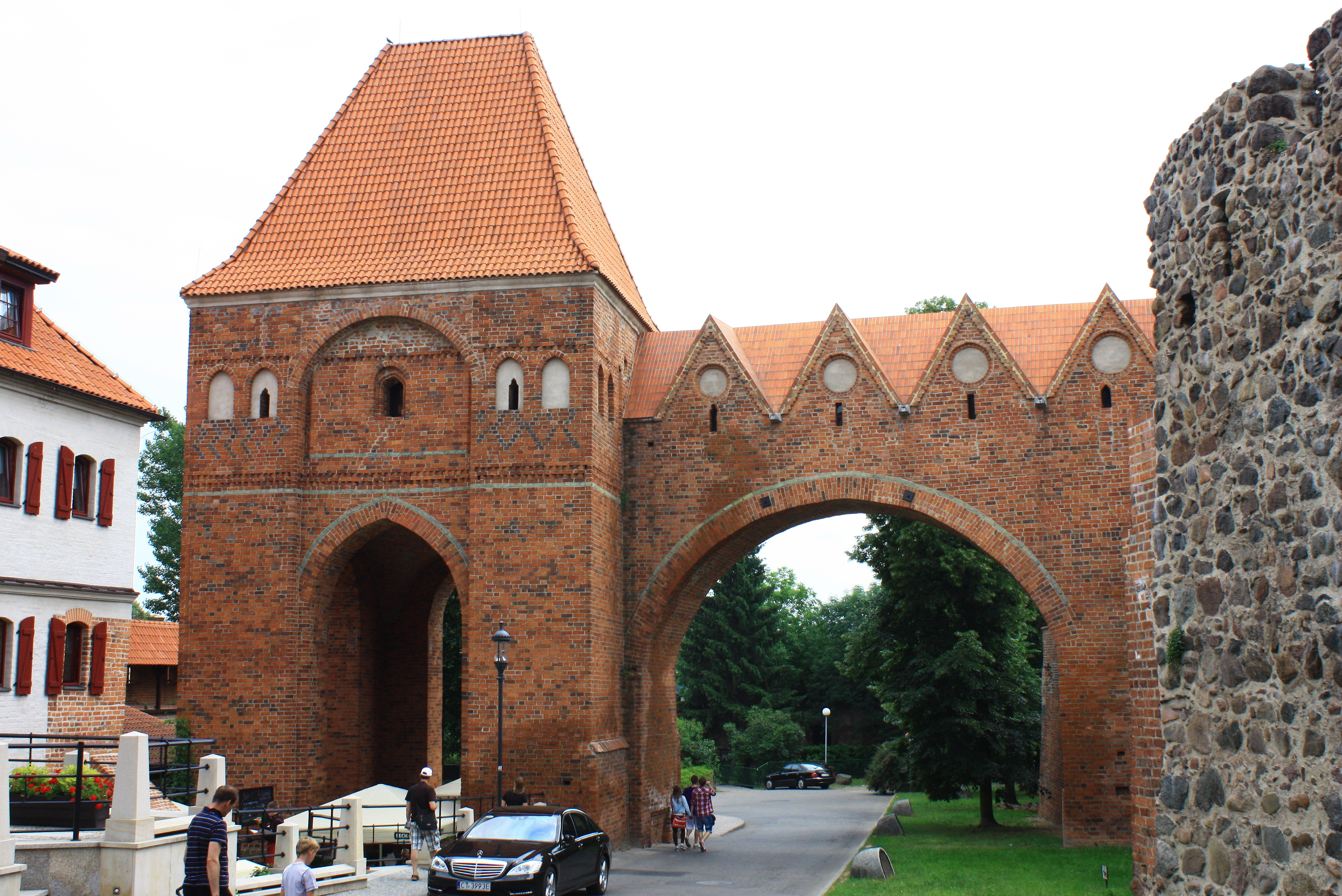
Dansker

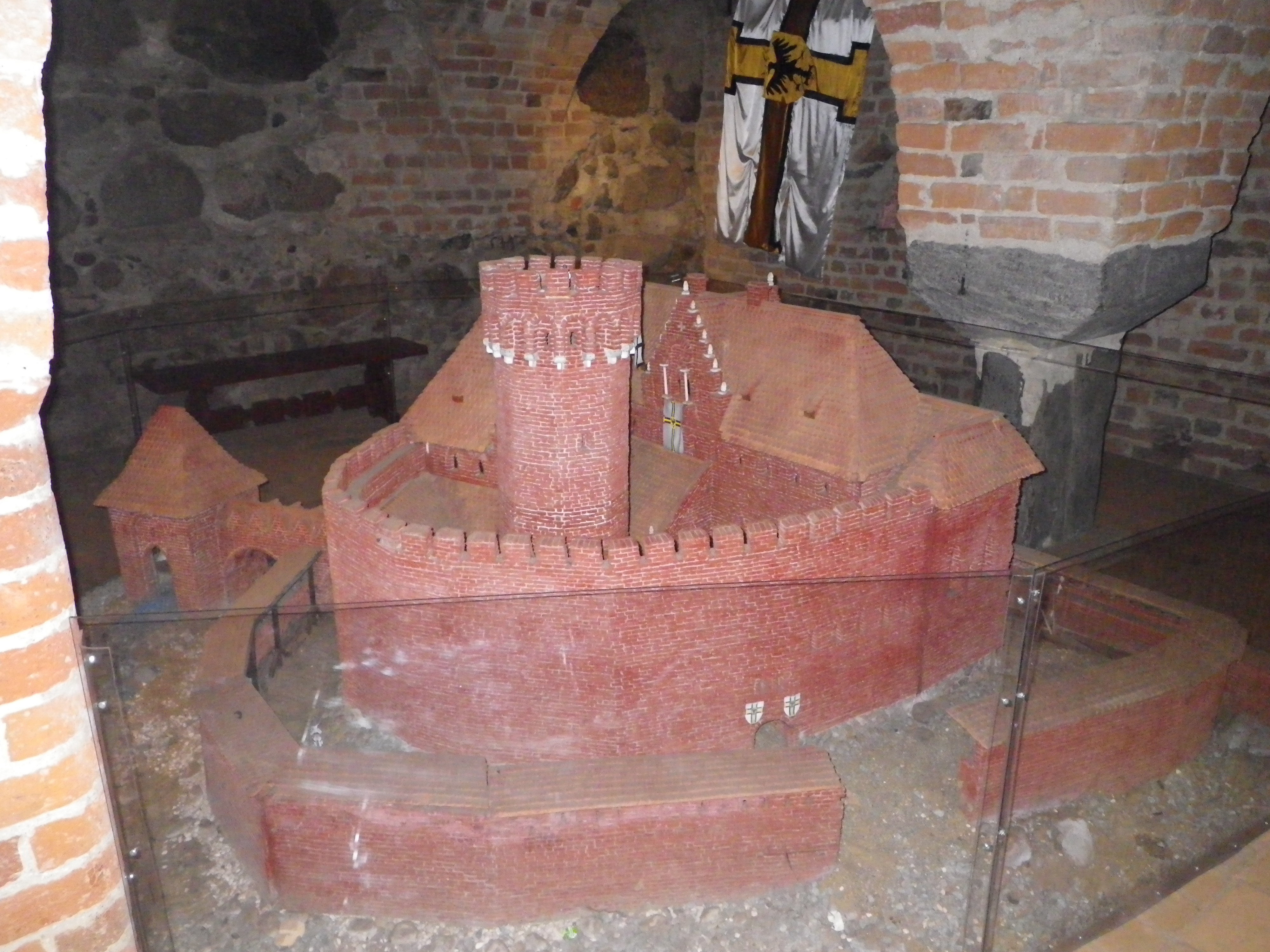
Modell der Ordensburg vor ihrer endgültigen Zerstörung

Die Bürger von Thorn schlossen sich der Hanse und 1440 dem Preußischen Bund an. Am 7. Februar 1454 versuchten sie die Burg zu stürmen. Der damalige Komtur Albrecht Kelb konnte den Sturm zunächst abwehren, daraufhin begann die Belagerung. Nach nur einem Tag ergab sich Kelb und öffnete die Tore. Der Stadtrat von Thorn billigte umgehend die Zerstörung der Burg aus strategischen Gründen, um eine erneute Stationierung auswärtiger Truppen zu vermeiden, seien es polnische oder solche des Deutschen Ordens. Die Zerstörung der Burg leitete den Dreizehnjährigen Krieg ein. Erhalten blieb die Vorburg, der sogenannte Dansker.
Die Ruine blieb lange ungenutzt, zwischenzeitlich diente sie als Abfalldeponie. 1966 wurde das gesamte Gelände aufgeräumt, untersucht und die zahlreichen architektonischen Funde anschließend in den freigelegten Kellerräumen der Burg sowie im Kreismuseum Thorn ausgestellt. Die bis zu 1,5 Meter hohen Grundmauern des Erdgeschosses sowie der Burggraben wurden freigelegt, gesichert und stellenweise rekonstruiert. Die Grundmauern des achteckigen Turmes sowie weitere, höhere Mauerabschnitte auf der Südseite wurden für Besucher sichtbar und begehbar gemacht.

## Architektur
Der ursprüngliche Grundriss ähnelte einem Hufeisen und repräsentiert eine frühe Bauart von Ordensburgen, bevor die später typische Viereckform zum Standard wurde. Die Burg verfügte bereits über einen Burggraben und einen achteckigen Turm.